# マティアス・ポグバ
マティアス・ファスー・ポグバ（Mathias Fassou Pogba 、1990年8月19日 - ）は、ギニアの首都コナクリ出身の元プロサッカー選手。元ギニア代表。ポジションは、フォワード。同国サッカー代表のフロランタン・ポグバは双子の兄弟。フランス代表のポール・ポグバは実の弟。

## クラブ経歴

### 初期
ギニアの首都コナクリで生まれ、フランスの首都パリで育った。双子の兄弟フロランタンとともに、スペインのセルタ・デ・ビーゴのカンテラでプレーを始めた。2009年、二人は言葉や住環境の問題を理由にクラブを退団した。フランス帰国後、フランスアマチュア選手権(4部)のカンペールFCに入団。カンペール在籍中、アルジェリア代表のリヤド・マフレズと共同生活をしていた。

### レクサム
2010年8月、カンファレンス・ナショナル(5部)のレクサムAFCのトライアルに参加し、翌月契約を勝ち取った。
加入から1週間後のフリートウッド・タウンFC戦で初出場。2011年1月のバース・シティFC戦で初ゴールを挙げた。
2011–12シーズン終了後に契約満了を迎え、クラブ側から新たに2年契約を提示されたが、ポグバ側がより高いレベルでのプレーを望んだため交渉は難航した。レクサムの会長はポグバがプレシーズンの始まる48時間前までに退団を表明しなかったことについて批判した。

### クルー・アレクサンドラ
2012年7月、レクサムを退団しフットボールリーグ1のクルー・アレクサンドラFCと2年契約を結んだ。
8月のフットボールリーグカップ・ハートリプール・ユナイテッドFC戦で加入後初出場を果たすと、いきなり2ゴールを挙げた。しかし、翌9月は膝の負傷のため大半を欠場した。怪我から復帰すると再びゴールを積み重ねたが、2013年4月に太腿の手術を受け一足先にシーズンを終了した。
2013–14シーズンはプレシーズンマッチからチームに帯同したが、マンチェスター・ユナイテッドFC戦で右内側側副靱帯を損傷する大怪我を負ってしまい、3ヶ月間の離脱を余儀なくされた。2014年1月のロザラム・ユナイテッドFC戦で復帰。
2014–15シーズン前、クラブ側が慰留したものの退団を表明。ガーディアンの取材ではステップアップを望んでいると語った。

### ペスカーラ
2014年7月、セリエBのデルフィーノ・ペスカーラ1936に移籍。9月のカルチョ・カターニア戦で移籍後初出場。しかしマルコ・バローニ監督とそりが合わず、半年で契約を解除した。出場4試合で無得点だった。

### クローリー・タウン
2015年2月、フットボールリーグ1のクローリー・タウンFCに加入。加入から3日後のヨーヴィル・タウンFC戦で初出場。4月のピーターバラ・ユナイテッドFC戦で初ゴール。

### パーティック・シッスル
2015年8月、スコティッシュ・プレミアシップのパーティック・シッスルFCと延長オプション付きの単年契約を結んだ。セルティックFC戦で加入後初出場。10月のハミルトン・アカデミカルFC戦で初ゴール。
2016年8月、双方合意の上で契約を解除した。

### スパルタ・ロッテルダム
パーティック・シッスル退団後、エールディヴィジのスパルタ・ロッテルダムに加入。ローダJC戦で加入後初出場&初ゴール。

## 代表歴
2013年2月のセネガル戦でギニア代表デビュー。

## 私生活
サッカーギニア代表のフロランタン・ポグバは双子の兄弟で、サッカーフランス代表のポール・ポグバは弟。レクサム在籍時にはポールと共同生活をした。
2022年7月16日、弟ポール・ポグバが1300万ユーロの恐喝計画の標的になったとしてトリノ検察当局に告訴し、フランス当局が9月初めに司法捜査を開始。9月14日にマティアス・ポグバを含む容疑者5人がフランス当局によって拘束された。2024年12月19日、パリ刑事裁判所はマティアス・ポグバに対し禁錮3年（うち2年は執行猶予）および罰金2万ユーロの有罪判決を言い渡した。猶予されない1年の刑期については電子監視装置を装着して自宅謹慎となる。